# 長嶋茂雄記念岩名球場
長嶋茂雄記念岩名球場（ながしましげおきねん いわなきゅうじょう）は、千葉県佐倉市の岩名運動公園内にある野球場である。佐倉市出身のプロ野球選手である長嶋茂雄の名を冠している。

## 概要
2013年に佐倉市出身のプロ野球選手である長嶋茂雄（読売ジャイアンツ元選手・元監督・現終身名誉監督）に対して佐倉市市民栄誉賞が贈られた際、その授与式が同年7月12日に岩名球場で執り行われた。その際に佐倉市では長嶋の功績を讃え、球場の名を現行の『長嶋茂雄記念岩名球場』と改めた。
開場以来、主にアマチュア野球の試合が行われてきたが、2017年に初めてプロ野球の二軍公式戦が開催された。

## 沿革
- 1974年10月 - 岩名運動公園第一野球場として開場[2]。
- 1975年 - 第1回長嶋茂雄旗争奪少年野球大会を開催。長嶋茂雄の名を冠した少年野球大会であり、2021年に第46回大会が開催された。略称「長嶋茂雄杯」[3]。
- 2016年 - 2016年から1年間、本球場は施設改修工事を実施[4][5]。
- 2017年6月4日 - 改修記念式典および初のプロ野球イースタン・リーグ公式戦（読売ジャイアンツvs.千葉ロッテマリーンズ）を開催[6]。始球式では長嶋茂雄が背番号3のユニホームで右打席に立ったほか、同市出身の歌手・荻野目洋子が国歌独唱を行った[7][8]。また、当日会場、後日オンラインショップにて記念グッズの販売が行われた[9]。

## 施設概要
- 両翼：92m、中堅：120m
- 収容人員：7,000人（ネット裏：長椅子、内野・外野：芝生席）
- 照明設備：あり（6基）
- スコアボード：LED表示板（2017年6月竣工　ボールカウントはBSO順。右側の選手名表示の箇所はフリーボード形式で動画も可能）

2016年の改修前までは手動式（パネル式）、ボールカウントはSBO順に表示

## 主な野球開催実績
プロ野球：ファーム(二軍）開催記録
- 2017年6月4日 イ・読売ジャイアンツ 3-2 千葉ロッテマリーンズ 観衆3,200人
- 2018年9月1日 イ・千葉ロッテマリーンズ 7-6 読売ジャイアンツ 観衆2,331人
- 2019年9月1日 イ・読売ジャイアンツ 8-2 千葉ロッテマリーンズ 観衆2,665人

（イ：イースタンリーグ）
高校野球（硬式）
高校野球では設備の関係上、全国高等学校野球選手権大会千葉大会（夏の甲子園大会予選）の試合会場にはならないものの、春季・秋季高校野球地区大会の公式戦が行われることもある。2020年は、夏の甲子園自体の中止に伴う代替大会（2020 夏季千葉県高等学校野球大会）において、第5地区（佐倉市を含めた北総地域）の地区トーナメント会場として使用される。

## アクセス
- 京成本線「京成佐倉駅」北口から徒歩約25分。